# Staatliche Kunstgewerbeschule Krakau
Staatliche Kunstgewerbeschule Krakau (Școala de stat de meserii artistice din Cracovia) - o școală profesională artistică fondată de autoritățile germane în timpul ocupației naziste în locul Academiei de Arte Plastice din Cracovia închisă, inițial ca o continuare a Institutului de Arte Plastice de dinainte de război în Cracovia. Elevii școlii au fost mai târziu mulți artiști și intelectuali polonezi remarcabili, activi în perioada postbelică. O parte semnificativă a participanților la Teatrul Independent Underground al lui Tadeusz Kantor proveneau și din cercul de ascultători ai Kunstgewerbeschule. A existat până la 31 martie 1943.